# Robert Oboussier
Robert Alfred Walter Oboussier (Antwerpen, 9 juli 1900 - Zurich, 9 juni 1957) was een Zwitsers-Belgische componist en muziekcriticus.

## Biografie

### Afkomst en opleiding
Robert Oboussier was zoon van het Antwerpse echtpaar bankier Eduardus Oboussier en Margaretha Maria Augusta Blaes. Aanvankelijk volgde hij een muziekopleiding in Heidelberg en Mannheim. In de periode 1920-1921 studeerde hij bij Volkmar Andreae en Carl Vogerl aan het Konservatorium für Klassik und Jazz in Zürich. Daarna volgde hij in Berlijn les bij Philip Jarnach, Siegfried Ochs en Rudolf Kassel.

### Muziekcriticus
Van 1922 tot 1930 was Oboussier actief als componist en muziekcriticus in Firenze, München en Parijs. In die periode was hij muzikaal redacteur voor diverse Franse en Duitse kranten en tijdschriften, zoals de Revue musicale, de Ménestrel, de Revue hebdomanaire, de Deutsche Algemeine Zeitung en de Frankfurter Algemeine Zeitung. Voor die laatste krant zou hij lezingen houden aan de Lessing-Hochschule in Berlijn.
In 1939 keerde hij terug naar Zürich, waar hij een tekst schreef over de Zwitserse Nationale Tentoonstelling van 1939 en waar hij artikelen begon te schrijven voor Die Tat. Vanaf 1942 was hij directeur van het Zentralarchiv Schweizerischer Tonkunst. Daarnaast was hij betrokken bij de oprichting van Suisa, voluit de Genossenschaft der Urheber und Verleger von Musik, waarvan hij vanaf 1948 vicevoorzitter was. Vanaf 1954 was hij tevens bestuurslid van het Schweizerischer Musikverband.

### Componist
Als componist kreeg Oboussier bekendheid nadat een werk van hem werd uitgevoerd tijdens de Donaueschinger Kammermusikaufführungen. Zijn vroege werken vertonen invloeden van de laatromantiek en een muzikale taal van grote structurele en formele helderheid. Latere werken werden gekenmerkd door dodecafonie en een poging barok te combineren met moderne contrapunt en harmonie.
Zijn meest persoonlijke expressie komt tot uiting in zijn vocale werken, waarbij hij bijvoorbeeld teksten gebruikte van Rainer Maria Rilke en Anna de Noailles. Een ander voorbeeld zijn zijn bewerkingen van Oud-Engelse liederen.
Zijn belangrijkste composities waren:
- één opera: Amphitryon, naar de gelijknamige komedie van Molière
- één symfonie (1935-1936)
- Chant de deuil (1942-1943)
- één pianoconcert (1933, revisie 1944)
- Suite in C
- Introïtus
- één vioolconcert
- cantate Trilogia sacra (1925-1929) op tekst van Rainer Maria Rilke
- Trois psaumes (1947)
- Antigone, voor zangstem en orkest (1939)
- Vie et mort, voor alt en piano (1945)

In 1937 kwam van zijn hand kwam het boek Die Sinfonien von Beethoven uit, dat hij schreef in opdracht van de Berliner Philharmoniker en dat later zou worden heruitgegeven. Een ander werk, Berliner Musikchronik 1930-1938, werd in 1969 in Zwitserland uitgegeven.
Zijn muzikale archieven worden bewaard in de Zentralbibliothek Zürich en in de Schweizer Nationalphonothek in Lugano.

### Overlijden
Oboussier, die homoseksueel was, werd in 1957 met messteken vermoord door een prostitué. Zijn overlijden lokte repressie uit tegenover homoseksuelen, en in het bijzonder tegen de homoseksuele organisatie Der Kreis. Hij werd begraven op de begraafplaats Manegg nabij Zürich. Zijn graf werd in 2001 geruimd.

## Werken
- (de)  Die Sinfonien von Beethoven, 1937.
- (de)  Berliner Musikchronik 1930-1938, 1969.